# Sunnybank Rugby
 Sunnybank Rugby  est un club de rugby à XV australien, situé à Macgregor, dans la banlieue de Brisbane (Queensland). Il évolue en première division du championnat du Queensland. Ses joueurs sont susceptibles d’être sélectionnés pour les Queensland Reds (Super 14) et pour les East Coast Aces (Australian Rugby Championship).

## Histoire
Sunnybank est un club très récent, fondé à Sunnybank dans la banlieue de Brisbane, qui a commencé par aligner des équipes de jeunes, avant d’avoir sa première équipe senior en 1978. Celle-ci atteignit la première division de l’État du Queensland en 1989 et disputa ses deux premières finales, perdues conter Souths, en 1993 et 1994. Réputé pour son école de rugby, le club a produit beaucoup d’internationaux juniors et espoirs, mais ceux-ci ne restèrent pas toujours dans ses rangs. Le premier titre survint en 2005, avec une victoire en finale (31-17) contre les Gold Coast Breakers.
En 2006, Sunnybank inaugura un nouveau stade et de nouvelles installations.
En 2007, les Dragons créent entrent dans l'histoire en remportant leur deuxième titre de l'État sur le score fleuve de 85-19 contre les Gold Coast Breakers.
Le surnom de « dragons » pourrait venir du fait que la ville de Sunnybank comporte une importante population d’origine chinoise.

## Palmarès
- Champion du Queensland (3) : 2005, 2007, 2011. Finaliste (4) : 1993, 1994, 2012, 2014.

## Joueurs célèbres
- Rodney Blake
- Greg Holmes